# Geranomyia advena
Geranomyia advena là một loài ruồi trong họ Limoniidae. Chúng phân bố ở miền Australasia.